# Doutrina Betancourt
A Doutrina Betancourt é uma doutrina de política externa promovida pelo presidente da Venezuela Rómulo Betancourt que estabelece a ruptura de relações diplomáticas com governos sem origem democrática e ditatorial. 

## História
Ao tomar posse perante o Congresso da República no Palácio Legislativo Federal, em seu discurso de posse, Betancourt deixou clara sua perspectiva política e proclamou o que hoje é conhecido como Doutrina Betancourt e se pronunciou sobre a nova doutrina policial para o país: “Atire primeiro, verifique depois.” Uma das marcas mais claras da política repressiva de Betancourt foi marcada em 4 de agosto de 1959,  com as seguintes palavras:
Solicitaremos a colaboração de outros governos democráticos da América para pedir, unidos, que a Organização dos Estados Americanos exclua de seu seio os governos ditatoriais porque não só afrontam a dignidade da América, mas também porque o artigo 1 da Carta de Bogotá, ato constitutivo da OEA, estabelece que somente governos de origem respeitável nascidos de expressão popular podem fazer parte deste organismo, através da única fonte legítima de poder que são as eleições livremente escolhidas. Os regimes que não respeitam os direitos humanos, que violam as liberdades dos seus cidadãos e a tirania com o apoio de políticas totalitárias, devem ser submetidos a um rigoroso cordão sanitário e erradicados através da ação pacífica coletiva da comunidade jurídica internacional. Rómulo Betancourt . 
Esta proclamação é entendida como um instrumento de proteção aos regimes democráticos, fruto da livre eleição do povo. Rejeita o reconhecimento de governos não democráticos ou ilegítimos, que tem seu significado na ruptura das relações diplomáticas com esses países ditatoriais e proclama a aliança com aqueles que praticam uma política democrática em suas aldeias. Sob a Doutrina Betancourt, a Venezuela manteve boas relações com governos democráticos, especialmente com o governo de John F. Kennedy nos Estados Unidos, Luis Muñoz Marín em Porto Rico, Manuel Ávila Camacho e Adolfo López Mateos no México, e Alberto Lleras Camargo na Colômbia. Por sua vez, cortou relações diplomáticas com os governos da Espanha, Cuba, República Dominicana, Argentina, Peru, Equador, Guatemala, Honduras e Haiti. 